# Quercus hypoleucoides
Quercus hypoleucoides — вид рослин з родини букових (Fagaceae); поширений на півдні США й у північній Мексиці.

## Опис
Це вічнозелене дерево або чагарник, до 10 м у висоту. Кора чорна, спочатку гладка, потім гребнева і з глибокими паралельними борознами. Молоді гілочки темно-червоно-коричневі, густо-вовнисті. Листки ланцетні, шкірясті, 5–10 × 1.5–3 см; основа округла або клиноподібна; верхівка загострена; край товстий, підкочений, цілий або, іноді, з 1–3 парами зубів; верх більш-менш темно-зелений, зі зірчастими волосками, розсіяними; низ густо білувато або жовтувато-вовнистий; ніжка гола, завдовжки 3–11 мм. Квітне у лютому — березні. Чоловічі сережки завдовжки 3–6 см, волохаті, з численними квітками; жіночі сережки завдовжки 10 см, лише з 1 або 2 квітками. Жолуді однорічні або дворічні, поодинокі або в парі, на ніжці 2–5 мм; горіх від еліпсоїдного до довгастого, 8–16 × 5–1о мм, гладкий; чашечка глибоко блюдцеподібної або чашоподібної форми, глибиною 4.5–7 мм × шириною 6–13 мм, укриває 1/3 горіха, лусочки притиснуті, тупі.

## Поширення й екологія
Поширений на півдні США (Техас, Нью-Мексико, Аризона) і в північній Мексиці (Сонора, Коауїла, Чихуахуа).
Зростає у вологих каньйонах і вздовж хребтів, але переважно домінує на великих висотах; росте на висотах 1500–2700 м.

## Використання
Жолуді Q. hypoleucoides їдять вивірки й багато видів птахів. Дуб використовується як декоративний елемент завдяки свому незвичному листю, а також використовується як дрова, особливо в Мексиці.

## Загрози
Загалом для цього виду немає великих загроз.

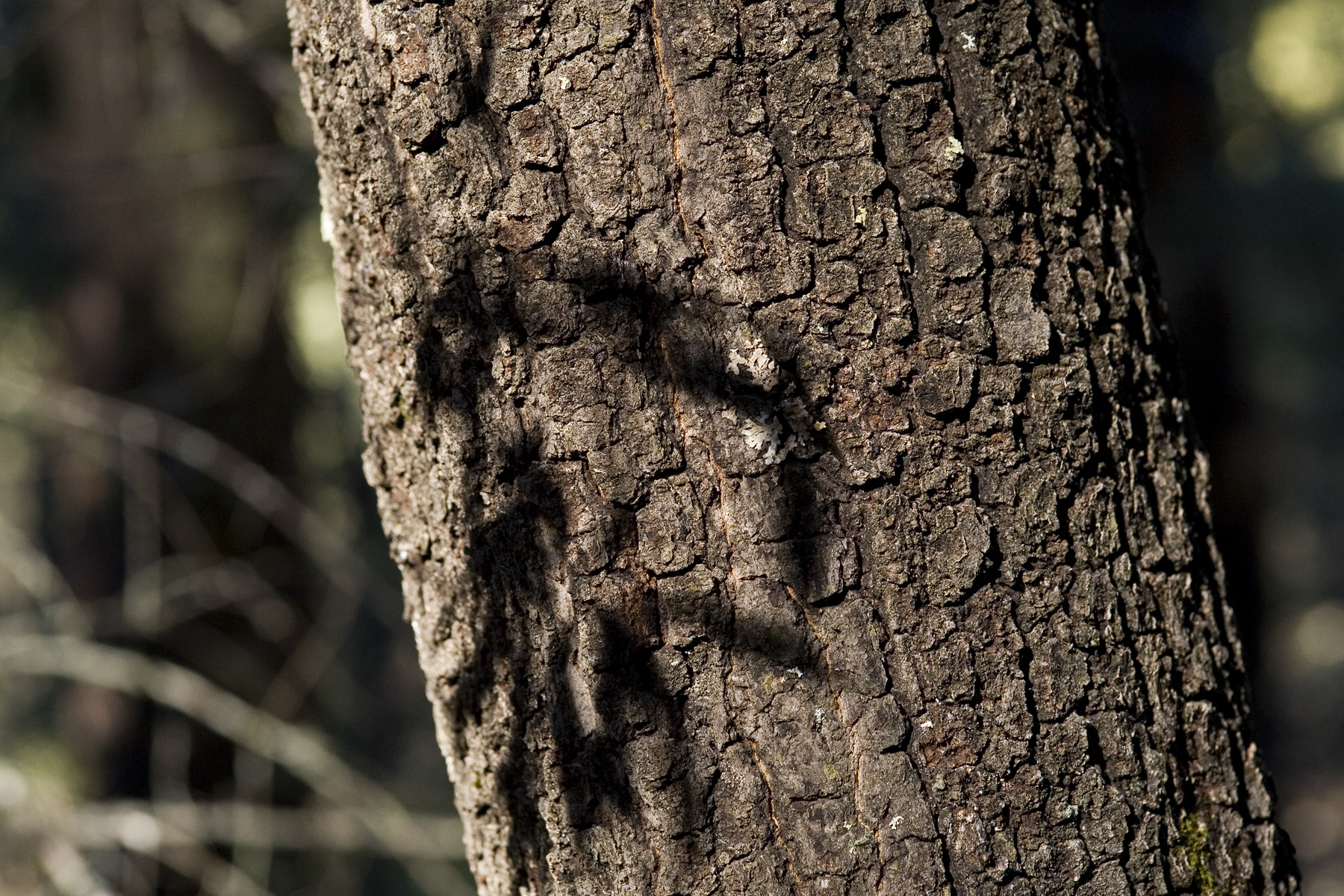
стовбур
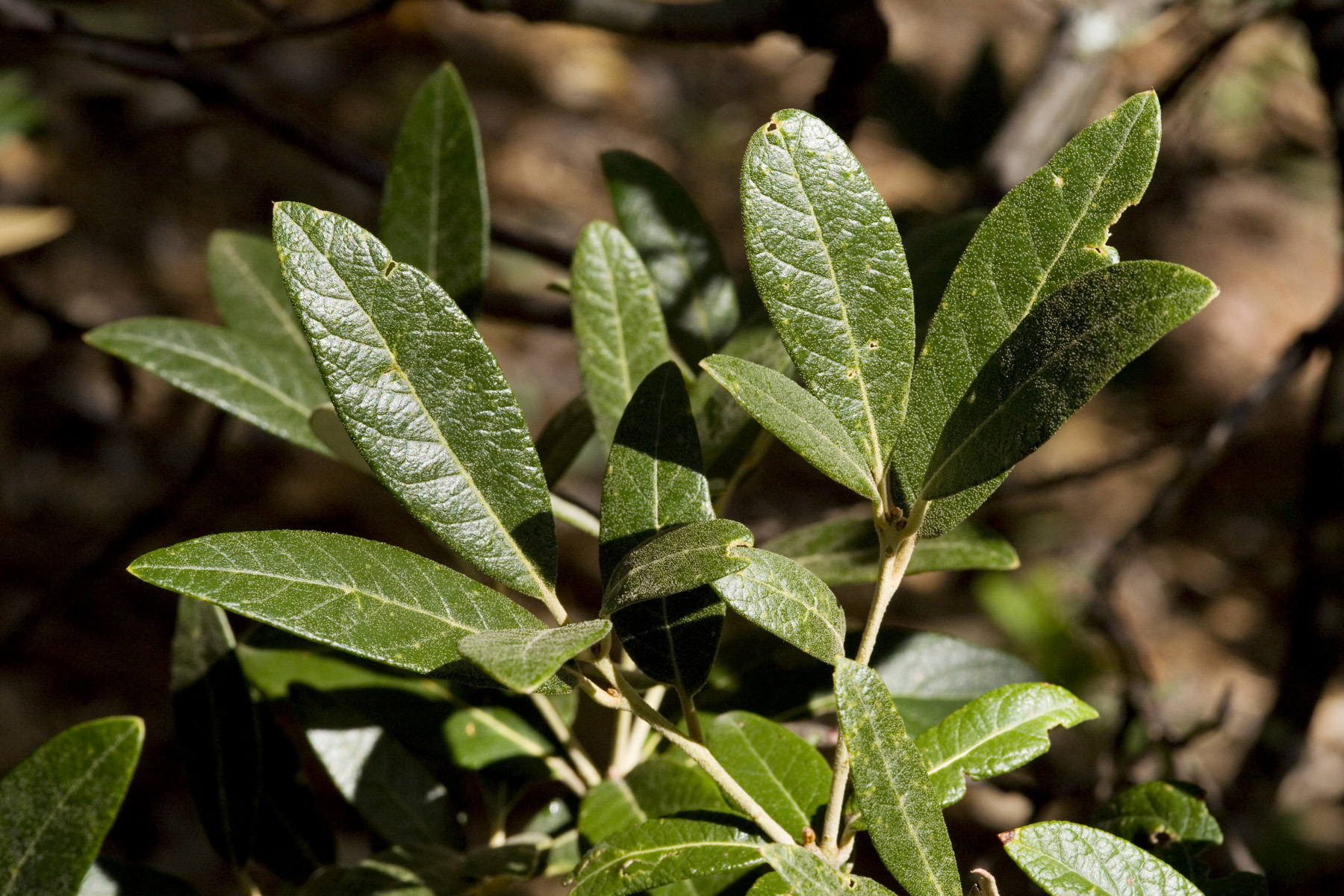
листки (вид зверху)
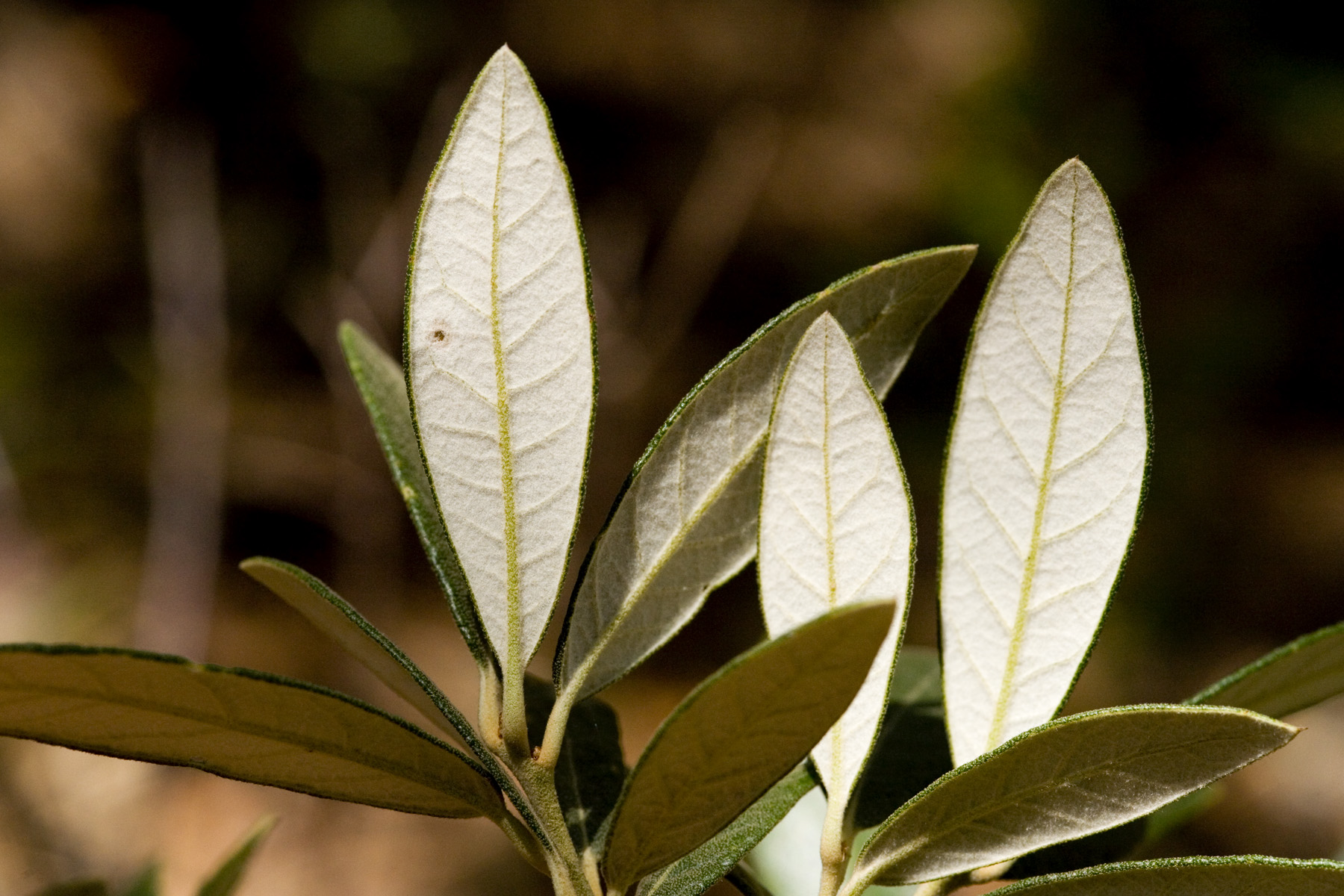
листки (вид знизу)